# Megacyllene angulata
Megacyllene angulata är en skalbaggsart som först beskrevs av Fabricius 1775. Megacyllene angulata ingår i släktet Megacyllene och familjen långhorningar.
Artens utbredningsområde är:
- Guatemala.
- Guyana.
- Honduras.
- Nicaragua.
- Panama.
- Surinam.
- Venezuela.
- Dominica.

Inga underarter finns listade i Catalogue of Life.